# Брезовица (Горњи Милановац)
Брезовица је насеље у Србији у општини Горњи Милановац у Моравичком округу. Према попису из 2022. било је 91 становник.
Овде се налазе Стари споменици на сеоском гробљу у Брезовици.
Удаљено је 14 км од Горњег Милановца Ибарском магистралом у правцу ка Београду. Налази се на северним падинама планине Рудник, на надморској висини од 400 до 705 м и на површини од 375 ха.

## Историја
Име села Брезовица је први пут поменуто у турском попису 1528. године. Тада се звало Горња Брезовица и имало је 7 домова.
Село се иселило наиласком Турака. Поново је насељено у 18. веку и то од стране људи из Босне, Старог Влаха и Срема.
Почев од Првог српског устанка па све до Другог светског рата, Брезовица је била заселак села Заграђа. Од ослобођења 1944. до 1955. године била је заселак села Рудник. Касније је постало посебно село Брезовица.
Брезовица било је најмање место у срезу качерском.
У ратовима у периоду од 1912. до 1918. године село је дало 58 ратника. Погинуло их је 22 а 36 је преживело.

## Демографија
У пописима село је 1910. године имало 146 становника, 1921. године 258, а 2002. године тај број се смањио на 127.
У насељу Брезовица живи 92 пунолетна становника, а просечна старост становништва износи 40,5 година (41,2 код мушкараца и 39,8 код жена). У насељу има 36 домаћинстава, а просечан број чланова по домаћинству је 3,50.
Ово насеље је углавном насељено Србима (према попису из 2002. године), а у последња три пописа, примећен је пад у броју становника.
|  |

| Демографија | Демографија | Демографија |
| Година      | Становника  | Становника  |
| ----------- | ----------- | ----------- |
| 1948.       | 258         |             |
| 1953.       | 231         |             |
| 1961.       | 226         |             |
| 1971.       | 191         |             |
| 1981.       | 158         |             |
| 1991.       | 144         | 144         |
| 2002.       | 126         | 127         |
| 2011.       | 96          |             |

| Етнички састав према попису из 2002.‍ | Етнички састав према попису из 2002.‍ | Етнички састав према попису из 2002.‍ | Етнички састав према попису из 2002.‍ | Етнички састав према попису из 2002.‍ |
| ------------------------------------ | ------------------------------------ | ------------------------------------ | ------------------------------------ | ------------------------------------ |
|                                      |                                      |                                      |                                      |                                      |
| Срби                                 | Срби                                 |                                      | 110                                  | 87,30%                               |
| непознато                            | непознато                            |                                      | 4                                    | 3,17%                                |

| Година пописа     | 1948. | 1953. | 1961. | 1971. | 1981. | 1991. | 2002. |
| ----------------- | ----- | ----- | ----- | ----- | ----- | ----- | ----- |
| Број домаћинстава | 42    | 43    | 49    | 49    | 41    | 42    | 36    |

| Број чланова      | 1 | 2  | 3 | 4 | 5 | 6 | 7 | 8 | 9 | 10 и више | Просек |
| ----------------- | - | -- | - | - | - | - | - | - | - | --------- | ------ |
| Број домаћинстава | 4 | 10 | 7 | 5 | 3 | 4 | 2 | 1 | 0 | 0         | 3,50   |

| Пол    | Укупно | Неожењен/Неудата | Ожењен/Удата | Удовац/Удовица | Разведен/Разведена | Непознато |
| ------ | ------ | ---------------- | ------------ | -------------- | ------------------ | --------- |
| Мушки  | 52     | 19               | 29           | 2              | 2                  | 0         |
| Женски | 49     | 12               | 31           | 6              | 0                  | 0         |
| УКУПНО | 101    | 31               | 60           | 8              | 2                  | 0         |

| Пол    | Укупно                    | Пољопривреда, лов и шумарство | Рибарство                            | Вађење руде и камена | Прерађивачка индустрија       |
| ------ | ------------------------- | ----------------------------- | ------------------------------------ | -------------------- | ----------------------------- |
| Мушки  | 26                        | 7                             | 0                                    | 11                   | 4                             |
| Женски | 20                        | 11                            | 0                                    | 0                    | 8                             |
| УКУПНО | 46                        | 18                            | 0                                    | 11                   | 12                            |
| Пол    | Производња и снабдевање   | Грађевинарство                | Трговина                             | Хотели и ресторани   | Саобраћај, складиштење и везе |
| Мушки  | 0                         | 0                             | 2                                    | 0                    | 0                             |
| Женски | 0                         | 0                             | 1                                    | 0                    | 0                             |
| УКУПНО | 0                         | 0                             | 3                                    | 0                    | 0                             |
| Пол    | Финансијско посредовање   | Некретнине                    | Државна управа и одбрана             | Образовање           | Здравствени и социјални рад   |
| Мушки  | 0                         | 1                             | 0                                    | 0                    | 0                             |
| Женски | 0                         | 0                             | 0                                    | 0                    | 0                             |
| УКУПНО | 0                         | 1                             | 0                                    | 0                    | 0                             |
| Пол    | Остале услужне активности | Приватна домаћинства          | Екстериторијалне организације и тела | Непознато            | Непознато                     |
| Мушки  | 1                         | 0                             | 0                                    | 0                    | 0                             |
| Женски | 0                         | 0                             | 0                                    | 0                    | 0                             |
| УКУПНО | 1                         | 0                             | 0                                    | 0                    | 0                             |